# William Burgess (Segler)
William George „Bill“ Burgess (* 26. Oktober 1930 in Vancouver; † 14. April 2022 ebenda) war ein kanadischer Regattasegler.

## Werdegang
William Burgess besuchte die Lord Byng Secondary School in Vancouver, wo er 1948 seinen Abschluss machte. 1954 heiratete er Margot und wurde später Wirtschaftsprüfer. Er war Mitglied im Royal Vancouver Yacht Club und belegte bei den Olympischen Spielen 1960 in Rom zusammen mit Bill West in der Star-Regatta den 23. Platz.